# Ernst I van Saksen-Coburg en Gotha
Ernst Anton Karel Lodewijk (Coburg, 2 januari 1784 — Gotha, 29 januari 1844) was van 1806 tot 1826 hertog van Saksen-Coburg-Saalfeld en daarna tot zijn dood hertog van het nieuwe dubbelhertogdom Saksen-Coburg en Gotha. Hij was de zoon van hertog Frans van Saksen-Coburg-Saalfeld en diens echtgenote Augusta van Reuss-Ebersdorf en Lobenstein. De Belgische koning Leopold I was zijn jongere broer.
Frans werd in het voorjaar van 1803 ernstig ziek en derhalve werd Ernst op 10 mei van dat jaar meerderjarig verklaard. Toen zijn vader op 9 december 1806 stierf, besteeg Ernst als Ernst I de hertogelijke troon van Saksen-Coburg-Saalfeld. Aanvankelijk was hij dit slechts in naam, daar het hertogdom was bezet door Napoleon Bonaparte en onder Frans bestuur stond. Pas bij de Vrede van Tilsit in 1807 verkreeg het land onder Russische druk (Ernsts zuster Juliana was gehuwd met Constantijn Pavlovitsj, broer van tsaar Alexander I) weer zijn zelfstandigheid.
Ernst was generaal in het Pruisische leger en nam deel aan de strijd tegen Napoleon. Hij streed in 1806 bij Auerstedt, in 1813 bij Lützen en Leipzig en trok in 1814 de Franse vesting Mainz binnen. Na de val van Napoleon kende het Congres van Wenen hem als dank een gebied van 8,25 vierkante mijl met 25.000 inwoners toe dat in 1819 de naam Vorstendom Lichtenberg kreeg. Het werd in 1834 aan Pruisen verkocht.
Ernst I huwde op 31 juli 1817 te Gotha prinses Louise, dochter van August van Saksen-Gotha-Altenburg. Dit gearrangeerde huwelijk werd op 31 maart 1826 weer beëindigd. Uit dit huwelijk kwamen volgende kinderen voort:
- Ernst (1818-1893)
- Albert (1819-1861), gehuwd met koningin Victoria (1819-1901).

Na het uitsterven van het Huis Saksen-Gotha-Altenburg in dat jaar deelde de Saksische koning Frederik August I de Ernestijnse hertogdommen opnieuw in. Ernst stond Saalfeld af aan Saksen-Meiningen en ontving in ruil hiervoor Saksen-Gotha en de steden Königsberg en Sonnefeld. Hij noemde zijn nieuwe territorium Saksen-Coburg en Gotha en zichzelf nu Ernst I. Reeds in 1821 had hij zijn land een constitutie geschonken. Hij stimuleerde economie en onderwijs. Zijn adviezen werden door de andere Duitse vorstenhuizen uiterst serieus genomen.
Sinds 23 december 1832 was hij hertrouwd met zijn nicht Marie (1799-1868), nicht van koning Frederik I van Württemberg, en dochter van Alexander Frederik van Württemberg. Uit dit huwelijk kwamen echter geen kinderen voort. Ernst stierf op 29 januari 1844 en werd bijgezet in het hertogelijke mausoleum te Coburg. Hij werd opgevolgd door zijn zoon Ernst. Zijn andere zoon Albert was sinds 1840 de echtgenoot van de Engelse koningin Victoria.
Uit een buitenechtelijke relatie had hij een dochter, Bertha van Schaunstein. Bertha huwde Eduard-Edger Schmidt-Löwe, die op zijn beurt een buitenechtelijk kind was van Juliana van Saksen-Coburg-Saalfeld.
Ernst was een van de drie stichters van de Saksisch-Ernestijnse Huisorde.

## Kwartierstaat
| Frans Jozias van Saksen-Coburg-Saalfeld (1697-1764) | Frans Jozias van Saksen-Coburg-Saalfeld (1697-1764) | Frans Jozias van Saksen-Coburg-Saalfeld (1697-1764) | Frans Jozias van Saksen-Coburg-Saalfeld (1697-1764) | Frans Jozias van Saksen-Coburg-Saalfeld (1697-1764)   | Frans Jozias van Saksen-Coburg-Saalfeld (1697-1764)   | Anna Sophia van Schwarzburg-Rudolstadt (1700-1780)    | Anna Sophia van Schwarzburg-Rudolstadt (1700-1780)    | Anna Sophia van Schwarzburg-Rudolstadt (1700-1780)    | Anna Sophia van Schwarzburg-Rudolstadt (1700-1780)    | Anna Sophia van Schwarzburg-Rudolstadt (1700-1780) | Anna Sophia van Schwarzburg-Rudolstadt (1700-1780) |                                                   |                                                   | Ferdinand Albrecht II van Brunswijk-Wolfenbüttel (1680-1735) | Ferdinand Albrecht II van Brunswijk-Wolfenbüttel (1680-1735) | Ferdinand Albrecht II van Brunswijk-Wolfenbüttel (1680-1735) | Ferdinand Albrecht II van Brunswijk-Wolfenbüttel (1680-1735) | Ferdinand Albrecht II van Brunswijk-Wolfenbüttel (1680-1735) | Ferdinand Albrecht II van Brunswijk-Wolfenbüttel (1680-1735) | Antoinette Amalia van Brunswijk-Wolfenbüttel (1696-1772) | Antoinette Amalia van Brunswijk-Wolfenbüttel (1696-1772) | Antoinette Amalia van Brunswijk-Wolfenbüttel (1696-1772) | Antoinette Amalia van Brunswijk-Wolfenbüttel (1696-1772) | Antoinette Amalia van Brunswijk-Wolfenbüttel (1696-1772) | Antoinette Amalia van Brunswijk-Wolfenbüttel (1696-1772) |                                                |                                                | Hendrik XXIX van Reuss-Ebersdorf (1699-1747)   | Hendrik XXIX van Reuss-Ebersdorf (1699-1747)   | Hendrik XXIX van Reuss-Ebersdorf (1699-1747) | Hendrik XXIX van Reuss-Ebersdorf (1699-1747) | Hendrik XXIX van Reuss-Ebersdorf (1699-1747)                          | Hendrik XXIX van Reuss-Ebersdorf (1699-1747)                          | Sophie Theodora van Castell-Remlingen (1703-1777)                     | Sophie Theodora van Castell-Remlingen (1703-1777)                     | Sophie Theodora van Castell-Remlingen (1703-1777)                     | Sophie Theodora van Castell-Remlingen (1703-1777)                     | Sophie Theodora van Castell-Remlingen (1703-1777)     | Sophie Theodora van Castell-Remlingen (1703-1777)     |                                                       |                                                       | Georg August van Erbach-Schönberg (1691-1758)         | Georg August van Erbach-Schönberg (1691-1758)         | Georg August van Erbach-Schönberg (1691-1758)       | Georg August van Erbach-Schönberg (1691-1758)       | Georg August van Erbach-Schönberg (1691-1758)       | Georg August van Erbach-Schönberg (1691-1758)       | Ferdinande Henriette van Stolberg-Gedern (1699-1750) | Ferdinande Henriette van Stolberg-Gedern (1699-1750) | Ferdinande Henriette van Stolberg-Gedern (1699-1750) | Ferdinande Henriette van Stolberg-Gedern (1699-1750) | Ferdinande Henriette van Stolberg-Gedern (1699-1750) | Ferdinande Henriette van Stolberg-Gedern (1699-1750) |  |  |  |  |  |  |  |  |  |  |  |  |  |  |  |  |  |  |  |  |  |  |  |  |  |  |  |  |  |  |  |  |  |  |  |  |  |  |  |  |  |  |  |  |  |  |  |  |
| Frans Jozias van Saksen-Coburg-Saalfeld (1697-1764) | Frans Jozias van Saksen-Coburg-Saalfeld (1697-1764) | Frans Jozias van Saksen-Coburg-Saalfeld (1697-1764) | Frans Jozias van Saksen-Coburg-Saalfeld (1697-1764) | Frans Jozias van Saksen-Coburg-Saalfeld (1697-1764)   | Frans Jozias van Saksen-Coburg-Saalfeld (1697-1764)   | Anna Sophia van Schwarzburg-Rudolstadt (1700-1780)    | Anna Sophia van Schwarzburg-Rudolstadt (1700-1780)    | Anna Sophia van Schwarzburg-Rudolstadt (1700-1780)    | Anna Sophia van Schwarzburg-Rudolstadt (1700-1780)    | Anna Sophia van Schwarzburg-Rudolstadt (1700-1780) | Anna Sophia van Schwarzburg-Rudolstadt (1700-1780) |                                                   |                                                   | Ferdinand Albrecht II van Brunswijk-Wolfenbüttel (1680-1735) | Ferdinand Albrecht II van Brunswijk-Wolfenbüttel (1680-1735) | Ferdinand Albrecht II van Brunswijk-Wolfenbüttel (1680-1735) | Ferdinand Albrecht II van Brunswijk-Wolfenbüttel (1680-1735) | Ferdinand Albrecht II van Brunswijk-Wolfenbüttel (1680-1735) | Ferdinand Albrecht II van Brunswijk-Wolfenbüttel (1680-1735) | Antoinette Amalia van Brunswijk-Wolfenbüttel (1696-1772) | Antoinette Amalia van Brunswijk-Wolfenbüttel (1696-1772) | Antoinette Amalia van Brunswijk-Wolfenbüttel (1696-1772) | Antoinette Amalia van Brunswijk-Wolfenbüttel (1696-1772) | Antoinette Amalia van Brunswijk-Wolfenbüttel (1696-1772) | Antoinette Amalia van Brunswijk-Wolfenbüttel (1696-1772) |                                                |                                                | Hendrik XXIX van Reuss-Ebersdorf (1699-1747)   | Hendrik XXIX van Reuss-Ebersdorf (1699-1747)   | Hendrik XXIX van Reuss-Ebersdorf (1699-1747) | Hendrik XXIX van Reuss-Ebersdorf (1699-1747) | Hendrik XXIX van Reuss-Ebersdorf (1699-1747)                          | Hendrik XXIX van Reuss-Ebersdorf (1699-1747)                          | Sophie Theodora van Castell-Remlingen (1703-1777)                     | Sophie Theodora van Castell-Remlingen (1703-1777)                     | Sophie Theodora van Castell-Remlingen (1703-1777)                     | Sophie Theodora van Castell-Remlingen (1703-1777)                     | Sophie Theodora van Castell-Remlingen (1703-1777)     | Sophie Theodora van Castell-Remlingen (1703-1777)     |                                                       |                                                       | Georg August van Erbach-Schönberg (1691-1758)         | Georg August van Erbach-Schönberg (1691-1758)         | Georg August van Erbach-Schönberg (1691-1758)       | Georg August van Erbach-Schönberg (1691-1758)       | Georg August van Erbach-Schönberg (1691-1758)       | Georg August van Erbach-Schönberg (1691-1758)       | Ferdinande Henriette van Stolberg-Gedern (1699-1750) | Ferdinande Henriette van Stolberg-Gedern (1699-1750) | Ferdinande Henriette van Stolberg-Gedern (1699-1750) | Ferdinande Henriette van Stolberg-Gedern (1699-1750) | Ferdinande Henriette van Stolberg-Gedern (1699-1750) | Ferdinande Henriette van Stolberg-Gedern (1699-1750) |  |  |  |  |  |  |  |  |  |  |  |  |  |  |  |  |  |  |  |  |  |  |  |  |  |  |  |  |  |  |  |  |  |  |  |  |  |  |  |  |  |  |  |  |  |  |  |  |
|                                                     |                                                     |                                                     |                                                     |                                                       |                                                       |                                                       |                                                       |                                                       |                                                       |                                                    |                                                    |                                                   |                                                   |                                                              |                                                              |                                                              |                                                              |                                                              |                                                              |                                                          |                                                          |                                                          |                                                          |                                                          |                                                          |                                                |                                                |                                                |                                                |                                              |                                              |                                                                       |                                                                       |                                                                       |                                                                       |                                                                       |                                                                       |                                                       |                                                       |                                                       |                                                       |                                                       |                                                       |                                                     |                                                     |                                                     |                                                     |                                                      |                                                      |                                                      |                                                      |                                                      |                                                      |  |  |  |  |  |  |  |  |  |  |  |  |  |  |  |  |  |  |  |  |  |  |  |  |  |  |  |  |  |  |  |  |  |  |  |  |  |  |  |  |  |  |  |  |  |  |  |  |
|                                                     |                                                     |                                                     |                                                     | Ernst Frederik van Saksen-Coburg-Saalfeld (1724–1800) | Ernst Frederik van Saksen-Coburg-Saalfeld (1724–1800) | Ernst Frederik van Saksen-Coburg-Saalfeld (1724–1800) | Ernst Frederik van Saksen-Coburg-Saalfeld (1724–1800) | Ernst Frederik van Saksen-Coburg-Saalfeld (1724–1800) | Ernst Frederik van Saksen-Coburg-Saalfeld (1724–1800) |                                                    |                                                    |                                                   |                                                   |                                                              |                                                              | Sofie Antoinette van Brunswijk-Wolfenbüttel (1724-1802)      | Sofie Antoinette van Brunswijk-Wolfenbüttel (1724-1802)      | Sofie Antoinette van Brunswijk-Wolfenbüttel (1724-1802)      | Sofie Antoinette van Brunswijk-Wolfenbüttel (1724-1802)      | Sofie Antoinette van Brunswijk-Wolfenbüttel (1724-1802)  | Sofie Antoinette van Brunswijk-Wolfenbüttel (1724-1802)  |                                                          |                                                          |                                                          |                                                          |                                                |                                                |                                                |                                                |                                              |                                              | Hendrik XXIV van Reuss-Ebersdorf (1724-1779)                          | Hendrik XXIV van Reuss-Ebersdorf (1724-1779)                          | Hendrik XXIV van Reuss-Ebersdorf (1724-1779)                          | Hendrik XXIV van Reuss-Ebersdorf (1724-1779)                          | Hendrik XXIV van Reuss-Ebersdorf (1724-1779)                          | Hendrik XXIV van Reuss-Ebersdorf (1724-1779)                          |                                                       |                                                       |                                                       |                                                       |                                                       |                                                       | Caroline Ernestine van Erbach-Schönberg (1727-1796) | Caroline Ernestine van Erbach-Schönberg (1727-1796) | Caroline Ernestine van Erbach-Schönberg (1727-1796) | Caroline Ernestine van Erbach-Schönberg (1727-1796) | Caroline Ernestine van Erbach-Schönberg (1727-1796)  | Caroline Ernestine van Erbach-Schönberg (1727-1796)  |                                                      |                                                      |                                                      |                                                      |  |  |  |  |  |  |  |  |  |  |  |  |  |  |  |  |  |  |  |  |  |  |  |  |  |  |  |  |  |  |  |  |  |  |  |  |  |  |  |  |  |  |  |  |  |  |  |  |
|                                                     |                                                     |                                                     |                                                     | Ernst Frederik van Saksen-Coburg-Saalfeld (1724–1800) | Ernst Frederik van Saksen-Coburg-Saalfeld (1724–1800) | Ernst Frederik van Saksen-Coburg-Saalfeld (1724–1800) | Ernst Frederik van Saksen-Coburg-Saalfeld (1724–1800) | Ernst Frederik van Saksen-Coburg-Saalfeld (1724–1800) | Ernst Frederik van Saksen-Coburg-Saalfeld (1724–1800) |                                                    |                                                    |                                                   |                                                   |                                                              |                                                              | Sofie Antoinette van Brunswijk-Wolfenbüttel (1724-1802)      | Sofie Antoinette van Brunswijk-Wolfenbüttel (1724-1802)      | Sofie Antoinette van Brunswijk-Wolfenbüttel (1724-1802)      | Sofie Antoinette van Brunswijk-Wolfenbüttel (1724-1802)      | Sofie Antoinette van Brunswijk-Wolfenbüttel (1724-1802)  | Sofie Antoinette van Brunswijk-Wolfenbüttel (1724-1802)  |                                                          |                                                          |                                                          |                                                          |                                                |                                                |                                                |                                                |                                              |                                              | Hendrik XXIV van Reuss-Ebersdorf (1724-1779)                          | Hendrik XXIV van Reuss-Ebersdorf (1724-1779)                          | Hendrik XXIV van Reuss-Ebersdorf (1724-1779)                          | Hendrik XXIV van Reuss-Ebersdorf (1724-1779)                          | Hendrik XXIV van Reuss-Ebersdorf (1724-1779)                          | Hendrik XXIV van Reuss-Ebersdorf (1724-1779)                          |                                                       |                                                       |                                                       |                                                       |                                                       |                                                       | Caroline Ernestine van Erbach-Schönberg (1727-1796) | Caroline Ernestine van Erbach-Schönberg (1727-1796) | Caroline Ernestine van Erbach-Schönberg (1727-1796) | Caroline Ernestine van Erbach-Schönberg (1727-1796) | Caroline Ernestine van Erbach-Schönberg (1727-1796)  | Caroline Ernestine van Erbach-Schönberg (1727-1796)  |                                                      |                                                      |                                                      |                                                      |  |  |  |  |  |  |  |  |  |  |  |  |  |  |  |  |  |  |  |  |  |  |  |  |  |  |  |  |  |  |  |  |  |  |  |  |  |  |  |  |  |  |  |  |  |  |  |  |
|                                                     |                                                     |                                                     |                                                     |                                                       |                                                       |                                                       |                                                       |                                                       |                                                       | Frans van Saksen-Coburg-Saalfeld (1750-1806)       | Frans van Saksen-Coburg-Saalfeld (1750-1806)       | Frans van Saksen-Coburg-Saalfeld (1750-1806)      | Frans van Saksen-Coburg-Saalfeld (1750-1806)      | Frans van Saksen-Coburg-Saalfeld (1750-1806)                 | Frans van Saksen-Coburg-Saalfeld (1750-1806)                 |                                                              |                                                              |                                                              |                                                              |                                                          |                                                          |                                                          |                                                          |                                                          |                                                          |                                                |                                                |                                                |                                                |                                              |                                              |                                                                       |                                                                       |                                                                       |                                                                       |                                                                       |                                                                       | Augusta van Reuss-Ebersdorf en Lobenstein (1757-1831) | Augusta van Reuss-Ebersdorf en Lobenstein (1757-1831) | Augusta van Reuss-Ebersdorf en Lobenstein (1757-1831) | Augusta van Reuss-Ebersdorf en Lobenstein (1757-1831) | Augusta van Reuss-Ebersdorf en Lobenstein (1757-1831) | Augusta van Reuss-Ebersdorf en Lobenstein (1757-1831) |                                                     |                                                     |                                                     |                                                     |                                                      |                                                      |                                                      |                                                      |                                                      |                                                      |  |  |  |  |  |  |  |  |  |  |  |  |  |  |  |  |  |  |  |  |  |  |  |  |  |  |  |  |  |  |  |  |  |  |  |  |  |  |  |  |  |  |  |  |  |  |  |  |
|                                                     |                                                     |                                                     |                                                     |                                                       |                                                       |                                                       |                                                       |                                                       |                                                       | Frans van Saksen-Coburg-Saalfeld (1750-1806)       | Frans van Saksen-Coburg-Saalfeld (1750-1806)       | Frans van Saksen-Coburg-Saalfeld (1750-1806)      | Frans van Saksen-Coburg-Saalfeld (1750-1806)      | Frans van Saksen-Coburg-Saalfeld (1750-1806)                 | Frans van Saksen-Coburg-Saalfeld (1750-1806)                 |                                                              |                                                              |                                                              |                                                              |                                                          |                                                          |                                                          |                                                          |                                                          |                                                          |                                                |                                                |                                                |                                                |                                              |                                              |                                                                       |                                                                       |                                                                       |                                                                       |                                                                       |                                                                       | Augusta van Reuss-Ebersdorf en Lobenstein (1757-1831) | Augusta van Reuss-Ebersdorf en Lobenstein (1757-1831) | Augusta van Reuss-Ebersdorf en Lobenstein (1757-1831) | Augusta van Reuss-Ebersdorf en Lobenstein (1757-1831) | Augusta van Reuss-Ebersdorf en Lobenstein (1757-1831) | Augusta van Reuss-Ebersdorf en Lobenstein (1757-1831) |                                                     |                                                     |                                                     |                                                     |                                                      |                                                      |                                                      |                                                      |                                                      |                                                      |  |  |  |  |  |  |  |  |  |  |  |  |  |  |  |  |  |  |  |  |  |  |  |  |  |  |  |  |  |  |  |  |  |  |  |  |  |  |  |  |  |  |  |  |  |  |  |  |
|                                                     |                                                     |                                                     |                                                     |                                                       |                                                       |                                                       |                                                       |                                                       |                                                       |                                                    |                                                    |                                                   |                                                   |                                                              |                                                              |                                                              |                                                              |                                                              |                                                              |                                                          |                                                          |                                                          |                                                          |                                                          |                                                          |                                                |                                                |                                                |                                                |                                              |                                              |                                                                       |                                                                       |                                                                       |                                                                       |                                                                       |                                                                       |                                                       |                                                       |                                                       |                                                       |                                                       |                                                       |                                                     |                                                     |                                                     |                                                     |                                                      |                                                      |                                                      |                                                      |                                                      |                                                      |  |  |  |  |  |  |  |  |  |  |  |  |  |  |  |  |  |  |  |  |  |  |  |  |  |  |  |  |  |  |  |  |  |  |  |  |  |  |  |  |  |  |  |  |  |  |  |  |
|                                                     |                                                     |                                                     |                                                     |                                                       |                                                       |                                                       |                                                       |                                                       |                                                       |                                                    |                                                    |                                                   |                                                   |                                                              |                                                              |                                                              |                                                              |                                                              |                                                              |                                                          |                                                          |                                                          |                                                          |                                                          |                                                          |                                                |                                                |                                                |                                                |                                              |                                              |                                                                       |                                                                       |                                                                       |                                                                       |                                                                       |                                                                       |                                                       |                                                       |                                                       |                                                       |                                                       |                                                       |                                                     |                                                     |                                                     |                                                     |                                                      |                                                      |                                                      |                                                      |                                                      |                                                      |  |  |  |  |  |  |  |  |  |  |  |  |  |  |  |  |  |  |  |  |  |  |  |  |  |  |  |  |  |  |  |  |  |  |  |  |  |  |  |  |  |  |  |  |  |  |  |  |
| Sophie van Saksen-Coburg-Saalfeld (1778-1835)       | Sophie van Saksen-Coburg-Saalfeld (1778-1835)       | Sophie van Saksen-Coburg-Saalfeld (1778-1835)       | Sophie van Saksen-Coburg-Saalfeld (1778-1835)       | Sophie van Saksen-Coburg-Saalfeld (1778-1835)         | Sophie van Saksen-Coburg-Saalfeld (1778-1835)         |                                                       |                                                       | Antoinette van Saksen-Coburg-Saalfeld (1779-1825)     | Antoinette van Saksen-Coburg-Saalfeld (1779-1825)     | Antoinette van Saksen-Coburg-Saalfeld (1779-1825)  | Antoinette van Saksen-Coburg-Saalfeld (1779-1825)  | Antoinette van Saksen-Coburg-Saalfeld (1779-1825) | Antoinette van Saksen-Coburg-Saalfeld (1779-1825) |                                                              |                                                              | Juliana van Saksen-Coburg-Saalfeld (1781-1860)               | Juliana van Saksen-Coburg-Saalfeld (1781-1860)               | Juliana van Saksen-Coburg-Saalfeld (1781-1860)               | Juliana van Saksen-Coburg-Saalfeld (1781-1860)               | Juliana van Saksen-Coburg-Saalfeld (1781-1860)           | Juliana van Saksen-Coburg-Saalfeld (1781-1860)           |                                                          |                                                          | Ernst I van Saksen-Coburg en Gotha (1784-1844)           | Ernst I van Saksen-Coburg en Gotha (1784-1844)           | Ernst I van Saksen-Coburg en Gotha (1784-1844) | Ernst I van Saksen-Coburg en Gotha (1784-1844) | Ernst I van Saksen-Coburg en Gotha (1784-1844) | Ernst I van Saksen-Coburg en Gotha (1784-1844) |                                              |                                              | Ferdinand George August van Saksen-Coburg-Saalfeld-Koháry (1785-1851) | Ferdinand George August van Saksen-Coburg-Saalfeld-Koháry (1785-1851) | Ferdinand George August van Saksen-Coburg-Saalfeld-Koháry (1785-1851) | Ferdinand George August van Saksen-Coburg-Saalfeld-Koháry (1785-1851) | Ferdinand George August van Saksen-Coburg-Saalfeld-Koháry (1785-1851) | Ferdinand George August van Saksen-Coburg-Saalfeld-Koháry (1785-1851) |                                                       |                                                       | Victoire van Saksen-Coburg-Saalfeld (1786-1861)       | Victoire van Saksen-Coburg-Saalfeld (1786-1861)       | Victoire van Saksen-Coburg-Saalfeld (1786-1861)       | Victoire van Saksen-Coburg-Saalfeld (1786-1861)       | Victoire van Saksen-Coburg-Saalfeld (1786-1861)     | Victoire van Saksen-Coburg-Saalfeld (1786-1861)     |                                                     |                                                     | Leopold I van België (1790-1865)                     | Leopold I van België (1790-1865)                     | Leopold I van België (1790-1865)                     | Leopold I van België (1790-1865)                     | Leopold I van België (1790-1865)                     | Leopold I van België (1790-1865)                     |  |  |  |  |  |  |  |  |  |  |  |  |  |  |  |  |  |  |  |  |  |  |  |  |  |  |  |  |  |  |  |  |  |  |  |  |  |  |  |  |  |  |  |  |  |  |  |  |